# Список наград и номинаций фильма «Ла-Ла Ленд»
«Ла-Ла Ленд» (англ. La La Land) — американская романтическая музыкальная комедия-драма режиссёра Дэмьена Шазелла. Главные роли исполнили Райан Гослинг и Эмма Стоун. Сюжет ленты рассказывает о двух молодых людях, пытающихся свести концы с концами в Лос-Анджелесе, следуя мечте стать артистами. Джастин Гурвиц написал музыку к фильму, в то время, как Линус Сандгрен отвечал за операторскую работу. Дэвид и Сэнди Рейнольдс-Уоско были художниками-постановщиками, а Мэри Зофрис — костюмером.
Премьера фильма состоялась на 73-м Венецианском кинофестивале 31 августа 2016 года, где Стоун получила награду Вольпи за лучшую женскую роль. Фильм вышел в ограниченном прокате 9 декабря 2016 года в нескольких кинотеатрах Лос-Анджелеса и Нью-Йорка, а после в широкий прокат с 16 декабря 2017 года. К концу года «Ла-Ла Ленд» собрал более чем 445 миллионов долларов при бюджете в 30 миллионов. На сайте Rotten Tomatoes фильм имеет рейтинг одобрения критиков 92%, основанный на 365 полученных рецензиях.
«Ла-Ла Ленд» получил 14 номинаций на 89-й церемонии вручения наград «Оскар», повторив рекорд фильмов «Всё о Еве» (1950) и «Титаник» (1997). Кинолента одержала победу в шести номинациях: «Лучшая режиссура» (Шазелл), «Лучшая женская роль» (Стоун), «Лучшая операторская работа» (Сандгрен), «Лучшая музыка к фильму» (Гурвиц), «Лучшая песня к фильму» (композиция «City of Stars») и «Лучшая работа художника-постановщика» (Уоско). Во время церемонии, «Ла-Ла Ленд» был ошибочно назван победителем категории «Лучший фильм» (победу в номинации одержала картина «Лунный свет»), что получило большой резонанс в средствах массовой информации. Дэмьен Шазелл стал самым молодым лауреатом премии киноакадемии в категории «Лучшая режиссура». Фильм получил семь главных номинаций премии «Золотой глобус», такие как «Лучший фильм — комедия или мюзикл», «Лучшая режиссёрская работа», «Лучшая мужская роль — комедия или мюзикл» (Гослинг), «Лучшая женская роль — комедия или мюзикл», «Лучший сценарий», «Лучшая музыка к фильму» и «Лучшая песня» (композиция «City of Stars»). Победив во всех категориях, «Ла-Ла Ленд» стал самым награждаемым фильмом за всю историю премии «Золотой глобус».
«Ла-Ла Ленд» также забрал пять наград из одиннадцати номинаций на 70-й церемонии премии BAFTA, одержав победу в категориях «Лучший фильм», «Лучшая женская роль», «Лучшая режиссура», «Лучшая операторская работа» и «Лучшая музыка к фильму». На 23-й церемонии вручения премии «Гильдии киноактёров США», Стоун и Гослинг были номинированы за ведущие роли в фильме, однако победу одержала только Стоун, в категории «Лучшая женская роль». На премии Critics’ Choice Awards кинолента была представлена в двенадцати номинациях, из которых в восьми одержала победу, включая «Лучший фильм», «Лучший режиссёр» и «Лучший саундтрек». Кроме того, в Американском институте киноискусства «Ла-Ла Ленд» выбрали в качестве одного из десяти лучших фильмов 2016 года.

## Награды и номинации
| Премия                                               | Дата вручения              | Категория                                                                       | Номинанты и получатели                                                                    | Результат  | И.            |
| ---------------------------------------------------- | -------------------------- | ------------------------------------------------------------------------------- | ----------------------------------------------------------------------------------------- | ---------- | ------------- |
| Международная премия AACTA                           | 8 января 2017              | Лучший фильм                                                                    | «Ла-Ла Ленд»                                                                              | Победа     | [ 13 ]        |
| Международная премия AACTA                           | 8 января 2017              | Лучшая режиссура                                                                | Дэмьен Шазелл                                                                             | Номинация  | [ 13 ]        |
| Международная премия AACTA                           | 8 января 2017              | Лучший актёр                                                                    | Райан Гослинг                                                                             | Номинация  | [ 13 ]        |
| Международная премия AACTA                           | 8 января 2017              | Лучшая актриса                                                                  | Эмма Стоун                                                                                | Победа     | [ 13 ]        |
| Международная премия AACTA                           | 8 января 2017              | Лучший сценарий                                                                 | Дэмьен Шазелл                                                                             | Номинация  | [ 13 ]        |
| Ежегодная премия издания AARP                        | 6 февраля 2017             | Лучший фильм                                                                    | «Ла-Ла Ленд»                                                                              | Номинация  | [ 14 ]        |
| Ежегодная премия издания AARP                        | 6 февраля 2017             | Лучшая комедия                                                                  | «Ла-Ла Ленд»                                                                              | Победа     | [ 14 ]        |
| Оскар                                                | 26 февраля 2017            | Лучший фильм                                                                    | Фред Бергер, Джордан Горовиц, Марк Платт                                                  | Номинация  | [ 15 ]        |
| Оскар                                                | 26 февраля 2017            | Лучшая режиссура                                                                | Дэмьен Шазелл                                                                             | Победа     | [ 15 ]        |
| Оскар                                                | 26 февраля 2017            | Лучшая мужская роль                                                             | Райан Гослинг                                                                             | Номинация  | [ 15 ]        |
| Оскар                                                | 26 февраля 2017            | Лучшая женская роль                                                             | Эмма Стоун                                                                                | Победа     | [ 15 ]        |
| Оскар                                                | 26 февраля 2017            | Лучший оригинальный сценарий                                                    | Дэмьен Шазелл                                                                             | Номинация  | [ 15 ]        |
| Оскар                                                | 26 февраля 2017            | Лучшая музыка к фильму                                                          | Джастин Гурвиц                                                                            | Победа     | [ 15 ]        |
| Оскар                                                | 26 февраля 2017            | Лучшая песня к фильму                                                           | «Audition (The Fools Who Dream)» (Джастин Гурвиц, Бендж Пасек, Джастин Пол)               | Номинация  | [ 15 ]        |
| Оскар                                                | 26 февраля 2017            | Лучшая песня к фильму                                                           | «City of Stars» (Джастин Гурвиц, Бендж Пасек, Джастин Пол)                                | Победа     | [ 15 ]        |
| Оскар                                                | 26 февраля 2017            | Лучший звуковой монтаж                                                          | Ай-Линг Ли, Милдред Айатру Морган                                                         | Номинация  | [ 15 ]        |
| Оскар                                                | 26 февраля 2017            | Лучший звук                                                                     | Энди Нельсон, Ай-Линг Ли, Стив А. Морроу                                                  | Номинация  | [ 15 ]        |
| Оскар                                                | 26 февраля 2017            | Лучшая работа художника-постановщика                                            | Дэвид Уоско (постановщик), Сэнди Рейнольдс-Уоско(декоратор)                               | Победа     | [ 15 ]        |
| Оскар                                                | 26 февраля 2017            | Лучшая операторская работа                                                      | Линус Сандгрен                                                                            | Победа     | [ 15 ]        |
| Оскар                                                | 26 февраля 2017            | Лучший дизайн костюмов                                                          | Мэри Зофрис                                                                               | Номинация  | [ 15 ]        |
| Оскар                                                | 26 февраля 2017            | Лучший монтаж                                                                   | Том Кросс                                                                                 | Номинация  | [ 15 ]        |
| Американская ассоциация монтажёров                   | 27 января 2017             | Лучший смонтированный фильм — комедия или мюзикл                                | Том Кросс                                                                                 | Победа     | [ 16 ]        |
| Союз женщин-киножурналистов                          | 21 декабря 2016            | Лучший фильм                                                                    | «Ла-Ла Ленд»                                                                              | Номинация  | [ 17 ] [ 18 ] |
| Союз женщин-киножурналистов                          | 21 декабря 2016            | Лучший режиссёр                                                                 | Дэмьен Шазелл                                                                             | Номинация  | [ 17 ] [ 18 ] |
| Союз женщин-киножурналистов                          | 21 декабря 2016            | Лучший актёр                                                                    | Райан Гослинг                                                                             | Номинация  | [ 17 ] [ 18 ] |
| Союз женщин-киножурналистов                          | 21 декабря 2016            | Лучшая актриса                                                                  | Эмма Стоун                                                                                | Номинация  | [ 17 ] [ 18 ] |
| Союз женщин-киножурналистов                          | 21 декабря 2016            | Лучший оригинальный сценарий                                                    | Дэмьен Шазелл                                                                             | Номинация  | [ 17 ] [ 18 ] |
| Союз женщин-киножурналистов                          | 21 декабря 2016            | Лучшая операторская работа                                                      | Линус Сандгрен                                                                            | Номинация  | [ 17 ] [ 18 ] |
| Союз женщин-киножурналистов                          | 21 декабря 2016            | Лучший монтаж                                                                   | Том Кросс                                                                                 | Номинация  | [ 17 ] [ 18 ] |
| Американское общество кинооператоров                 | 4 февраля 2017             | Лучшая операторская работа в театральном релизе                                 | Линус Сандгрен                                                                            | Номинация  | [ 19 ]        |
| Премия Гильдии художников-постановщиков США          | 11 февраля 2017            | Лучший художник-постановщик в фильме с действием в современности                | Дэвид Уоско                                                                               | Победа     | [ 20 ]        |
| Общество кинокритиков Остина                         | 28 декабря 2016            | Лучший фильм                                                                    | «Ла-Ла Ленд»                                                                              | 2-е место  | [ 21 ]        |
| Общество кинокритиков Остина                         | 28 декабря 2016            | Лучший режиссёр                                                                 | Дэмьен Шазелл                                                                             | Номинация  | [ 21 ]        |
| Общество кинокритиков Остина                         | 28 декабря 2016            | Лучший актёр                                                                    | Райан Гослинг                                                                             | Номинация  | [ 21 ]        |
| Общество кинокритиков Остина                         | 28 декабря 2016            | Лучший оригинальный сценарий                                                    | Дэмьен Шазелл                                                                             | Номинация  | [ 21 ]        |
| Общество кинокритиков Остина                         | 28 декабря 2016            | Лучшая операторская работа                                                      | Линус Сандгрен                                                                            | Победа     | [ 21 ]        |
| Общество кинокритиков Остина                         | 28 декабря 2016            | Лучшая музыка к фильму                                                          | Джастин Гурвиц                                                                            | Победа     | [ 21 ]        |
| Ассоциация кинокритиков Австралии                    | 7 марта 2017               | Лучший международный фильм на английском языке                                  | «Ла-Ла Ленд»                                                                              | Номинация  | [ 22 ]        |
| Общество кинокритиков Бостона                        | 11 декабря 2016            | Лучший фильм                                                                    | «Ла-Ла Ленд»                                                                              | Победа     | [ 23 ]        |
| Общество кинокритиков Бостона                        | 11 декабря 2016            | Лучший режиссёр                                                                 | Дэмьен Шазелл                                                                             | Победа     | [ 23 ]        |
| Общество кинокритиков Бостона                        | 11 декабря 2016            | Лучший монтаж                                                                   | Том Кросс                                                                                 | Победа     | [ 23 ]        |
| BAFTA                                                | 12 февраля 2017            | Лучший фильм                                                                    | Фред Бергер, Джордан Горовиц, Марк Плэтт                                                  | Победа     | [ 11 ]        |
| BAFTA                                                | 12 февраля 2017            | Лучшая мужская роль                                                             | Райан Гослинг                                                                             | Номинация  | [ 11 ]        |
| BAFTA                                                | 12 февраля 2017            | Лучшая женская роль                                                             | Эмма Стоун                                                                                | Победа     | [ 11 ]        |
| BAFTA                                                | 12 февраля 2017            | Лучшая режиссура                                                                | Дэмьен Шазелл                                                                             | Победа     | [ 11 ]        |
| BAFTA                                                | 12 февраля 2017            | Лучший оригинальный сценарий                                                    | Дэмьен Шазелл                                                                             | Номинация  | [ 11 ]        |
| BAFTA                                                | 12 февраля 2017            | Лучшая операторская работа                                                      | Линус Сандгрен                                                                            | Победа     | [ 11 ]        |
| BAFTA                                                | 12 февраля 2017            | Лучший монтаж                                                                   | Том Кросс                                                                                 | Номинация  | [ 11 ]        |
| BAFTA                                                | 12 февраля 2017            | Лучшая музыка к фильму                                                          | Джастин Гурвиц                                                                            | Победа     | [ 11 ]        |
| BAFTA                                                | 12 февраля 2017            | Лучшая работа художника-постановщика                                            | Дэвид и Сэнди Рейнольдс-Уоско                                                             | Номинация  | [ 11 ]        |
| BAFTA                                                | 12 февраля 2017            | Лучший дизайн костюмов                                                          | Мэри Зофрис                                                                               | Номинация  | [ 11 ]        |
| BAFTA                                                | 12 февраля 2017            | Лучший звук                                                                     | Ай-Линг Ли, Милдред Айатру Морган, Стив А. Морроу, Энди Нельсон                           | Номинация  | [ 11 ]        |
| Американское общество специалистов по кастингу       | 19 января 2017             | Большой бюджет — комедия                                                        | «Ла-Ла Ленд»                                                                              | Победа     | [ 24 ]        |
| Ассоциация кинокритиков Чикаго                       | 15 декабря 2016            | Лучший фильм                                                                    | «Ла-Ла Ленд»                                                                              | Номинация  | [ 25 ]        |
| Ассоциация кинокритиков Чикаго                       | 15 декабря 2016            | Лучший режиссёр                                                                 | Дэмьен Шазелл                                                                             | Номинация  | [ 25 ]        |
| Ассоциация кинокритиков Чикаго                       | 15 декабря 2016            | Лучшая актриса                                                                  | Эмма Стоун                                                                                | Номинация  | [ 25 ]        |
| Ассоциация кинокритиков Чикаго                       | 15 декабря 2016            | Лучшая операторская работа                                                      | Линус Сандгрен                                                                            | Победа     | [ 25 ]        |
| Ассоциация кинокритиков Чикаго                       | 15 декабря 2016            | Лучший монтаж                                                                   | Том Кросс                                                                                 | Победа     | [ 25 ]        |
| Ассоциация кинокритиков Чикаго                       | 15 декабря 2016            | Лучшая музыка к фильму                                                          | Джастин Гурвиц                                                                            | Номинация  | [ 25 ]        |
| Ассоциация кинокритиков Чикаго                       | 15 декабря 2016            | Лучшая художественная постановка                                                | «Ла-Ла Ленд»                                                                              | Номинация  | [ 25 ]        |
| Премия союза звукорежиссёров                         | 18 февраля 2017            | Премия за выдающиеся достижения в микшировании звука для художественных фильмов | Джеймс Эшвилл, Николай Бакстер, Дэвид Битенкорт, Ай-Линг Ли, Стив А. Морроу, Энди Нельсон | Победа     | [ 26 ]        |
| Гильдия художников по костюмам                       | 21 февраля 2017            | Выдающиеся костюмы в современном фильме                                         | Мэри Зофрис                                                                               | Победа     | [ 27 ]        |
| Critics’ Choice Awards                               | 11 декабря 2016            | Лучший фильм                                                                    | «Ла-Ла Ленд»                                                                              | Победа     | [ 28 ]        |
| Critics’ Choice Awards                               | 11 декабря 2016            | Лучший режиссёр                                                                 | Дэмьен Шазелл                                                                             | Победа     | [ 28 ]        |
| Critics’ Choice Awards                               | 11 декабря 2016            | Лучший актёр                                                                    | Райан Гослинг                                                                             | Номинация  | [ 28 ]        |
| Critics’ Choice Awards                               | 11 декабря 2016            | Лучшая актриса                                                                  | Эмма Стоун                                                                                | Номинация  | [ 28 ]        |
| Critics’ Choice Awards                               | 11 декабря 2016            | Лучший оригинальный сценарий                                                    | Дэмьен Шазелл                                                                             | Победа     | [ 28 ]        |
| Critics’ Choice Awards                               | 11 декабря 2016            | Лучшая операторская работа                                                      | Линус Сандгрен                                                                            | Победа     | [ 28 ]        |
| Critics’ Choice Awards                               | 11 декабря 2016            | Лучший дизайн костюмов                                                          | Мэри Зофрис                                                                               | Номинация  | [ 28 ]        |
| Critics’ Choice Awards                               | 11 декабря 2016            | Лучший монтаж                                                                   | Том Кросс                                                                                 | Победа     | [ 28 ]        |
| Critics’ Choice Awards                               | 11 декабря 2016            | Лучшая художественная постановка                                                | Дэвид и Сэнди Рейнольдс-Уоско                                                             | Победа     | [ 28 ]        |
| Critics’ Choice Awards                               | 11 декабря 2016            | Лучший саундтрек                                                                | Джастин Гурвиц                                                                            | Победа     | [ 28 ]        |
| Critics’ Choice Awards                               | 11 декабря 2016            | Лучшая песня к фильму                                                           | «Audition (The Fools Who Dream)» (Джастин Гурвиц, Бендж Пасек, Джастин Пол)               | Номинация  | [ 28 ]        |
| Critics’ Choice Awards                               | 11 декабря 2016            | Лучшая песня к фильму                                                           | «City of Stars» (Джастин Гурвиц, Бендж Пасек, Джастин Пол)                                | Победа     | [ 28 ]        |
| Ассоциация кинокритиков Даллас/Форт-Уэрт             | 13 декабря 2016            | Лучший актёр                                                                    | Райан Гослинг                                                                             | 4-е место  | [ 29 ]        |
| Ассоциация кинокритиков Даллас/Форт-Уэрт             | 13 декабря 2016            | Лучшая актриса                                                                  | Эмма Стоун                                                                                | 2-е место  | [ 29 ]        |
| Ассоциация кинокритиков Даллас/Форт-Уэрт             | 13 декабря 2016            | Лучший режиссёр                                                                 | Дэмьен Шазелл                                                                             | 2-е место  | [ 29 ]        |
| Ассоциация кинокритиков Даллас/Форт-Уэрт             | 13 декабря 2016            | Лучшая операторская работа                                                      | Линус Сандгрен                                                                            | Победа     | [ 29 ]        |
| Ассоциация кинокритиков Даллас/Форт-Уэрт             | 13 декабря 2016            | Лучшая музыка к фильму                                                          | Джастин Гурвиц                                                                            | Победа     | [ 29 ]        |
| Общество кинокритиков Детройта                       | 19 декабря 2016            | Лучший фильм                                                                    | «Ла-Ла Ленд»                                                                              | Победа     | [ 30 ]        |
| Общество кинокритиков Детройта                       | 19 декабря 2016            | Лучший актёр                                                                    | Райан Гослинг                                                                             | Номинация  | [ 30 ]        |
| Общество кинокритиков Детройта                       | 19 декабря 2016            | Лучшая актриса                                                                  | Эмма Стоун                                                                                | Победа     | [ 30 ]        |
| Общество кинокритиков Детройта                       | 19 декабря 2016            | Лучший режиссёр                                                                 | Дэмьен Шазелл                                                                             | Победа     | [ 30 ]        |
| Общество кинокритиков Детройта                       | 19 декабря 2016            | Лучший сценарий                                                                 | Дэмьен Шазелл                                                                             | Победа     | [ 30 ]        |
| Премия Гильдии режиссёров Америки                    | 4 февраля 2017             | Выдающаяся режиссура художественного фильма                                     | Дэмьен Шазелл                                                                             | Победа     | [ 31 ]        |
| Премия Дориана                                       | 26 января 2017             | Фильм года                                                                      | «Ла-Ла Ленд»                                                                              | Номинация  | [ 32 ] [ 33 ] |
| Премия Дориана                                       | 26 января 2017             | Режиссёр года                                                                   | Дэмьен Шазелл                                                                             | Номинация  | [ 32 ] [ 33 ] |
| Премия Дориана                                       | 26 января 2017             | Лучшее появление в фильме — актриса                                             | Эмма Стоун                                                                                | Номинация  | [ 32 ] [ 33 ] |
| Премия Дориана                                       | 26 января 2017             | Лучшее появление в фильме — актёр                                               | Райан Гослинг                                                                             | Номинация  | [ 32 ] [ 33 ] |
| Премия Дориана                                       | 26 января 2017             | Сценарий года                                                                   | Дэмьен Шазелл                                                                             | Номинация  | [ 32 ] [ 33 ] |
| Премия Дориана                                       | 26 января 2017             | Визуально-яркий фильм года                                                      | «Ла-Ла Ленд»                                                                              | Победа     | [ 32 ] [ 33 ] |
| Премия журнала Empire                                | 19 марта 2017              | Лучший фильм                                                                    | «Ла-Ла Ленд»                                                                              | Номинация  | [ 34 ]        |
| Премия журнала Empire                                | 19 марта 2017              | Лучшая мужская роль                                                             | Райан Гослинг                                                                             | Номинация  | [ 34 ]        |
| Премия журнала Empire                                | 19 марта 2017              | Лучшая женская роль                                                             | Эмма Стоун                                                                                | Номинация  | [ 34 ]        |
| Премия журнала Empire                                | 19 марта 2017              | Лучший саундтрек                                                                | «Ла-Ла Ленд»                                                                              | Победа     | [ 34 ]        |
| Премия журнала Empire                                | 19 марта 2017              | Лучшая художественная постановка                                                | «Ла-Ла Ленд»                                                                              | Номинация  | [ 34 ]        |
| Общество кинокритиков Флориды                        | 23 декабря 2016            | Лучший фильм                                                                    | «Ла-Ла Ленд»                                                                              | 2-е место  | [ 35 ]        |
| Общество кинокритиков Флориды                        | 23 декабря 2016            | Лучший режиссёр                                                                 | Дэмьен Шазелл                                                                             | Победа     | [ 35 ]        |
| Общество кинокритиков Флориды                        | 23 декабря 2016            | Лучший актёр                                                                    | Райан Гослинг                                                                             | Номинация  | [ 35 ]        |
| Общество кинокритиков Флориды                        | 23 декабря 2016            | Лучшая актриса                                                                  | Эмма Стоун                                                                                | 2-е место  | [ 35 ]        |
| Общество кинокритиков Флориды                        | 23 декабря 2016            | Лучший сценарий                                                                 | Дэмьен Шазелл                                                                             | Номинация  | [ 35 ]        |
| Общество кинокритиков Флориды                        | 23 декабря 2016            | Лучшая операторская работа                                                      | Линус Сандгрен                                                                            | Победа     | [ 35 ]        |
| Общество кинокритиков Флориды                        | 23 декабря 2016            | Лучшая художественная постановка                                                | «Ла-Ла Ленд»                                                                              | Победа     | [ 35 ]        |
| Общество кинокритиков Флориды                        | 23 декабря 2016            | Лучшая музыка к фильму                                                          | «Ла-Ла Ленд»                                                                              | Победа     | [ 35 ]        |
| Премия Гильдии музыкальных супервайзеров             | 16 февраля 2017            | Лучший супервайзер фильма с бюджетом более 25 миллионов долларов                | Стивен Гизики для саундтрека La La Land                                                   | Победа     | [ 36 ]        |
| Премия Гильдии музыкальных супервайзеров             | 16 февраля 2017            | Лучшая композиция/запись для фильма                                             | Стивен Гизики (супервайзер) для песни «City of Stars»                                     | Победа     | [ 36 ]        |
| Золотой глобус                                       | 8 января 2017              | Лучший фильм — комедия или мюзикл                                               | «Ла-Ла Ленд»                                                                              | Победа     | [ 9 ]         |
| Золотой глобус                                       | 8 января 2017              | Лучшая мужская роль — комедия или мюзикл                                        | Райан Гослинг                                                                             | Победа     | [ 9 ]         |
| Золотой глобус                                       | 8 января 2017              | Лучшая женская роль — комедия или мюзикл                                        | Эмма Стоун                                                                                | Победа     | [ 9 ]         |
| Золотой глобус                                       | 8 января 2017              | Лучшая режиссёрская работа                                                      | Дэмьен Шазелл                                                                             | Победа     | [ 9 ]         |
| Золотой глобус                                       | 8 января 2017              | Лучший сценарий                                                                 | Дэмьен Шазелл                                                                             | Победа     | [ 9 ]         |
| Золотой глобус                                       | 8 января 2017              | Лучшая музыка к фильму                                                          | Джастин Гурвиц                                                                            | Победа     | [ 9 ]         |
| Золотой глобус                                       | 8 января 2017              | Лучшая песня                                                                    | «City of Stars» (Джастин Гурвиц, Бендж Пасек, Джастин Пол)                                | Победа     | [ 9 ]         |
| Золотой помидор                                      | 12 января 2017             | Лучший мюзикл/музыкальный фильм 2016 года                                       | «Ла-Ла Ленд»                                                                              | Победа     | [ 37 ]        |
| Золотая камера                                       | 4 марта 2017               | Лучший международный фильм                                                      | «Ла-Ла Ленд»                                                                              | Победа     | [ 38 ]        |
| Грэмми                                               | 28 января 2018             | Лучший сборник саундтреков для визуальных медиа                                 | La La Land                                                                                | Победа     | [ 39 ]        |
| Грэмми                                               | 28 января 2018             | Лучший саундтрек для визуальных медиа                                           | Джастин Гурвиц                                                                            | Победа     | [ 39 ]        |
| Грэмми                                               | 28 января 2018             | Лучшая песня, написанная для визуальных медиа                                   | «City of Stars» (Джастин Гурвиц, Бендж Пасек, Джастин Пол)                                | Номинация  | [ 39 ]        |
| Грэмми                                               | 28 января 2018             | Лучшая аранжировка, инструментал и вокал                                        | «Another Day of Sun» (Джастин Гурвиц, Бендж Пасек, Джастин Пол)                           | Номинация  | [ 39 ]        |
| Международный кинофестиваль в Хэмптоне               | 10 октября 2016            | Приз зрительских симпатий: Лучшая сюжетно-тематическая кинолента                | Дэмьен Шазелл                                                                             | Победа     | [ 40 ]        |
| Hollywood Awards                                     | 6 ноября 2016              | Награда Голливуда за лучшего продюсера                                          | Марк Плэтт                                                                                | Победа     | [ 41 ]        |
| Hollywood Awards                                     | 6 ноября 2016              | Награда Голливуда за лучшую операторскую работу                                 | Линус Сандгрен                                                                            | Победа     | [ 41 ]        |
| Hollywood Music in Media Awards                      | 17 ноября 2016             | Лучший оригинальный саундтрек — художественный фильм                            | Джастин Гурвиц                                                                            | Номинация  | [ 42 ] [ 43 ] |
| Hollywood Music in Media Awards                      | 17 ноября 2016             | Лучшая песня — художественный фильм                                             | «Audition (The Fools Who Dream)» (Джастин Гурвиц, Бендж Пасек, Джастин Пол)               | Номинация  | [ 42 ] [ 43 ] |
| Hollywood Music in Media Awards                      | 17 ноября 2016             | Лучшая песня — художественный фильм                                             | «City of Stars» (Джастин Гурвиц, Бендж Пасек, Джастин Пол)                                | Победа     | [ 42 ] [ 43 ] |
| Hollywood Music in Media Awards                      | 17 ноября 2016             | Выдающийся музыкальный супервайзер — художественный фильм                       | Стивен Гизики                                                                             | Номинация  | [ 42 ] [ 43 ] |
| Общество кинокритиков Хьюстона                       | 6 января 2017              | Лучший фильм                                                                    | «Ла-Ла Ленд»                                                                              | Победа     | [ 44 ] [ 45 ] |
| Общество кинокритиков Хьюстона                       | 6 января 2017              | Лучшая мужская роль                                                             | Райан Гослинг                                                                             | Номинация  | [ 44 ] [ 45 ] |
| Общество кинокритиков Хьюстона                       | 6 января 2017              | Лучшая женская роль                                                             | Эмма Стоун                                                                                | Номинация  | [ 44 ] [ 45 ] |
| Общество кинокритиков Хьюстона                       | 6 января 2017              | Лучшая режиссёрская работа                                                      | Дэмьен Шазелл                                                                             | Победа     | [ 44 ] [ 45 ] |
| Общество кинокритиков Хьюстона                       | 6 января 2017              | Лучшая операторская работа                                                      | Линус Сандгрен                                                                            | Победа     | [ 44 ] [ 45 ] |
| Общество кинокритиков Хьюстона                       | 6 января 2017              | Лучшая музыка к фильму                                                          | Джастин Гурвиц                                                                            | Победа     | [ 44 ] [ 45 ] |
| Общество кинокритиков Хьюстона                       | 6 января 2017              | Лучшая оригинальная песня                                                       | «Audition (The Fools Who Dream)» (Джастин Гурвиц, Бендж Пасек, Джастин Пол)               | Номинация  | [ 44 ] [ 45 ] |
| Общество кинокритиков Хьюстона                       | 6 января 2017              | Лучшая оригинальная песня                                                       | «City of Stars» (Джастин Гурвиц, Бендж Пасек, Джастин Пол)                                | Победа     | [ 44 ] [ 45 ] |
| Общество кинокритиков Хьюстона                       | 6 января 2017              | Лучший сценарий                                                                 | Дэмьен Шазелл                                                                             | Номинация  | [ 44 ] [ 45 ] |
| Общество кинокритиков Хьюстона                       | 6 января 2017              | Лучший постер                                                                   | «Ла-Ла Ленд»                                                                              | Победа     | [ 44 ] [ 45 ] |
| Общество кинокритиков Хьюстона                       | 6 января 2017              | Награда за технические достижения                                               | «Ла-Ла Ленд» (за работу художников-постановщиков)                                         | Победа     | [ 44 ] [ 45 ] |
| Список критиков журнала IndieWire                    | 19 декабря 2016            | Лучший фильм                                                                    | «Ла-Ла Ленд»                                                                              | 3-е место  | [ 46 ]        |
| Список критиков журнала IndieWire                    | 19 декабря 2016            | Лучший режиссёр                                                                 | Дэмьен Шазелл                                                                             | 2-е место  | [ 46 ]        |
| Список критиков журнала IndieWire                    | 19 декабря 2016            | Лучшая актриса                                                                  | Эмма Стоун                                                                                | 4-е место  | [ 46 ]        |
| Список критиков журнала IndieWire                    | 19 декабря 2016            | Лучший актёр                                                                    | Райан Гослинг                                                                             | 7-е место  | [ 46 ]        |
| Список критиков журнала IndieWire                    | 19 декабря 2016            | Лучший сценарий                                                                 | «Ла-Ла Ленд»                                                                              | 10-е место | [ 46 ]        |
| Список критиков журнала IndieWire                    | 19 декабря 2016            | Лучшая музыка к фильму/саундтрек                                                | La La Land                                                                                | 2-е место  | [ 46 ]        |
| Список критиков журнала IndieWire                    | 19 декабря 2016            | Лучшая операторская работа                                                      | «Ла-Ла Ленд»                                                                              | 2-е место  | [ 46 ]        |
| Список критиков журнала IndieWire                    | 19 декабря 2016            | Лучший монтаж                                                                   | «Ла-Ла Ленд»                                                                              | 3-е место  | [ 46 ]        |
| Международная ассоциация кино-музыкальных критиков   | 23 февраля 2017            | Лучший оригинальный саундтрек — комедия                                         | Джастин Гурвиц                                                                            | Победа     | [ 47 ] [ 48 ] |
| Международная ассоциация кино-музыкальных критиков   | 23 февраля 2017            | Лучшая песня к фильму                                                           | Джастин Гурвиц                                                                            | Победа     | [ 47 ] [ 48 ] |
| Международная ассоциация кино-музыкальных критиков   | 23 февраля 2017            | Лучшее музыкальное сопровождение                                                | Джастин Гурвиц                                                                            | Номинация  | [ 47 ] [ 48 ] |
| Ирландская премия в области кино и телевидения       | 8 апреля 2017              | Международный фильм                                                             | «Ла-Ла Ленд»                                                                              | Номинация  | [ 49 ]        |
| Ирландская премия в области кино и телевидения       | 8 апреля 2017              | Зарубежный актёр                                                                | Райан Гослинг                                                                             | Номинация  | [ 49 ]        |
| Ирландская премия в области кино и телевидения       | 8 апреля 2017              | Зарубежная актриса                                                              | Эмма Стоун                                                                                | Победа     | [ 49 ]        |
| Премия Гильдии специалистов по местам съёмок фильмов | 8 апреля 2017              | Выдающиеся локации для современного фильма                                      | Роберт Фолкис, Стив Бимлер                                                                | Победа     | [ 50 ]        |
| Премия Лондонского кружка кинокритиков               | 22 января 2017             | Фильм года                                                                      | «Ла-Ла Ленд»                                                                              | Победа     | [ 51 ]        |
| Премия Лондонского кружка кинокритиков               | 22 января 2017             | Режиссёр года                                                                   | Дэмьен Шазелл                                                                             | Номинация  | [ 51 ]        |
| Премия Лондонского кружка кинокритиков               | 22 января 2017             | Актриса года                                                                    | Эмма Стоун                                                                                | Номинация  | [ 51 ]        |
| Премия Лондонского кружка кинокритиков               | 22 января 2017             | Сценарист года                                                                  | Дэмьен Шазелл                                                                             | Номинация  | [ 51 ]        |
| Премия Лондонского кружка кинокритиков               | 22 января 2017             | Награда за технические достижения                                               | Джастин Гурвиц (за музыку к фильму)                                                       | Номинация  | [ 51 ]        |
| Ассоциация кинокритиков Лос-Анджелеса                | 4 декабря 2016             | Лучший фильм                                                                    | «Ла-Ла Ленд»                                                                              | 2-е место  | [ 52 ]        |
| Ассоциация кинокритиков Лос-Анджелеса                | 4 декабря 2016             | Лучший режиссёр                                                                 | Дэмьен Шазелл                                                                             | 2-е место  | [ 52 ]        |
| Ассоциация кинокритиков Лос-Анджелеса                | 4 декабря 2016             | Лучшая музыка к фильму                                                          | Джастин Гурвиц, Бендж Пасек, Джастин Пол                                                  | Победа     | [ 52 ]        |
| Ассоциация кинокритиков Лос-Анджелеса                | 4 декабря 2016             | Лучшая операторская работа                                                      | Линус Сандгрен                                                                            | 2-е место  | [ 52 ]        |
| Ассоциация кинокритиков Лос-Анджелеса                | 4 декабря 2016             | Лучший монтаж                                                                   | Том Кросс                                                                                 | 2-е место  | [ 52 ]        |
| Ассоциация кинокритиков Лос-Анджелеса                | 4 декабря 2016             | Лучшая работа художника-постановщика                                            | Дэвид Уоско                                                                               | 2-е место  | [ 52 ]        |
| Гильдия визажистов и парикмахеров                    | 19 февраля 2017            | Полнометражный фильм — современный грим                                         | Эйнджел Рэйдфилд-Райт, Торстен Витте                                                      | Номинация  | [ 53 ]        |
| Гильдия визажистов и парикмахеров                    | 19 февраля 2017            | Полнометражный фильм — современная укладка волос                                | Фрида Арадоттир, Барбара Лоренз, Джеки Мастиран                                           | Победа     | [ 53 ]        |
| Организация звукорежиссёров художественных фильмов   | 19 января 2017             | Звуковой монтаж художественного фильма — музыкальный или мюзикл                 | Джейсон Рудер                                                                             | Победа     | [ 54 ]        |
| Национальное общество кинокритиков США               | 7 января 2017              | Лучший фильм                                                                    | «Ла-Ла Ленд»                                                                              | 3-е место  | [ 55 ]        |
| Национальное общество кинокритиков США               | 7 января 2017              | Лучшая режиссура                                                                | Дэмьен Шазелл                                                                             | 2-е место  | [ 55 ]        |
| Национальное общество кинокритиков США               | 7 января 2017              | Лучшая операторская работа                                                      | Линус Сандгрен                                                                            | 2-е место  | [ 55 ]        |
| Сообщество кинокритиков Нью-Йорка                    | 1 декабря 2016             | Лучший фильм                                                                    | «Ла-Ла Ленд»                                                                              | Победа     | [ 56 ]        |
| Нью-йоркская ассоциация интернет-кинокритиков        | 11 декабря 2016            | Лучшее использование музыки                                                     | Джастин Гурвиц                                                                            | Победа     | [ 57 ]        |
| Общество онлайн-кинокритиков                         | 3 января 2017              | Лучший фильм                                                                    | «Ла-Ла Ленд»                                                                              | Номинация  | [ 58 ]        |
| Общество онлайн-кинокритиков                         | 3 января 2017              | Лучший режиссёр                                                                 | Дэмьен Шазелл                                                                             | Номинация  | [ 58 ]        |
| Общество онлайн-кинокритиков                         | 3 января 2017              | Лучший актёр                                                                    | Райан Гослинг                                                                             | Номинация  | [ 58 ]        |
| Общество онлайн-кинокритиков                         | 3 января 2017              | Лучшая актриса                                                                  | Эмма Стоун                                                                                | Номинация  | [ 58 ]        |
| Общество онлайн-кинокритиков                         | 3 января 2017              | Лучшая оригинальный сценарий                                                    | Дэмьен Шазелл                                                                             | Номинация  | [ 58 ]        |
| Общество онлайн-кинокритиков                         | 3 января 2017              | Лучший монтаж                                                                   | Том Кросс                                                                                 | Победа     | [ 58 ]        |
| Общество онлайн-кинокритиков                         | 3 января 2017              | Лучшая операторская работа                                                      | Линус Сандгрен                                                                            | Победа     | [ 58 ]        |
| Международный кинофестиваль в Палм-Спрингс           | 2 января 2017              | Награда за авангардизм                                                          | «Ла-Ла Ленд»                                                                              | Победа     | [ 59 ]        |
| Гильдия продюсеров Америки                           | 28 января 2017             | Лучший фильм для показа в кинотеатрах                                           | Фред Бергер, Джордан Горовиц, Марк Плэтт                                                  | Победа     | [ 60 ]        |
| Общество кинокритиков Сан-Диего                      | 12 декабря 2016            | Лучший фильм                                                                    | «Ла-Ла Ленд»                                                                              | 2-е место  | [ 61 ] [ 62 ] |
| Общество кинокритиков Сан-Диего                      | 12 декабря 2016            | Лучший режиссёр                                                                 | Дэмьен Шазелл                                                                             | 2-е место  | [ 61 ] [ 62 ] |
| Общество кинокритиков Сан-Диего                      | 12 декабря 2016            | Лучший актёр                                                                    | Райан Гослинг                                                                             | Номинация  | [ 61 ] [ 62 ] |
| Общество кинокритиков Сан-Диего                      | 12 декабря 2016            | Лучшая актриса                                                                  | Эмма Стоун                                                                                | 2-е место  | [ 61 ] [ 62 ] |
| Общество кинокритиков Сан-Диего                      | 12 декабря 2016            | Лучший оригинальный сценарий                                                    | Дэмьен Шазелл                                                                             | Номинация  | [ 61 ] [ 62 ] |
| Общество кинокритиков Сан-Диего                      | 12 декабря 2016            | Лучший монтаж                                                                   | Том Кросс                                                                                 | Номинация  | [ 61 ] [ 62 ] |
| Общество кинокритиков Сан-Диего                      | 12 декабря 2016            | Лучшая операторская работа                                                      | Линус Сандгрен                                                                            | 2-е место  | [ 61 ] [ 62 ] |
| Общество кинокритиков Сан-Диего                      | 12 декабря 2016            | Лучшая работа художника-постановщика                                            | Дэвид Уоско                                                                               | 2-е место  | [ 61 ] [ 62 ] |
| Общество кинокритиков Сан-Диего                      | 12 декабря 2016            | Лучший дизайн костюмов                                                          | Мэри Зофрис                                                                               | Победа     | [ 61 ] [ 62 ] |
| Общество кинокритиков Сан-Диего                      | 12 декабря 2016            | Лучший оригинальный саундтрек                                                   | «Ла-Ла Ленд»                                                                              | 2-е место  | [ 61 ] [ 62 ] |
| Общество кинокритиков Сан-Диего                      | 12 декабря 2016            | Лучшие спецэффекты                                                              | «Ла-Ла Ленд»                                                                              | Номинация  | [ 61 ] [ 62 ] |
| Общество кинокритиков залива Сан-Франциско           | 11 декабря 2016            | Лучший фильм                                                                    | «Ла-Ла Ленд»                                                                              | Номинация  | [ 63 ]        |
| Общество кинокритиков залива Сан-Франциско           | 11 декабря 2016            | Лучший режиссёр                                                                 | Дэмьен Шазелл                                                                             | Номинация  | [ 63 ]        |
| Общество кинокритиков залива Сан-Франциско           | 11 декабря 2016            | Лучший актёр                                                                    | Райан Гослинг                                                                             | Номинация  | [ 63 ]        |
| Общество кинокритиков залива Сан-Франциско           | 11 декабря 2016            | Лучший оригинальный сценарий                                                    | Дэмьен Шазелл                                                                             | Номинация  | [ 63 ]        |
| Общество кинокритиков залива Сан-Франциско           | 11 декабря 2016            | Лучшая операторская работа                                                      | Линус Сандгрен                                                                            | Номинация  | [ 63 ]        |
| Общество кинокритиков залива Сан-Франциско           | 11 декабря 2016            | Лучшая работа художника-постановщика                                            | Дэвид Уоско                                                                               | Номинация  | [ 63 ]        |
| Общество кинокритиков залива Сан-Франциско           | 11 декабря 2016            | Лучший оригинальный саундтрек                                                   | Джастин Гурвиц                                                                            | Номинация  | [ 63 ]        |
| Общество кинокритиков залива Сан-Франциско           | 11 декабря 2016            | Лучший монтаж                                                                   | Том Кросс                                                                                 | Номинация  | [ 63 ]        |
| Международный кинофестиваль в Санта-Барбаре          | 3 февраля 2017             | Выдающиеся исполнители года                                                     | Райан Гослинг, Эмма Стоун                                                                 | Победа     | [ 64 ]        |
| Спутник                                              | 19 февраля 2017            | Лучший фильм                                                                    | «Ла-Ла Ленд»                                                                              | Победа     | [ 65 ]        |
| Спутник                                              | 19 февраля 2017            | Лучшая режиссёрская работа                                                      | Дэмьен Шазелл                                                                             | Номинация  | [ 65 ]        |
| Спутник                                              | 19 февраля 2017            | Лучшая мужская роль — кинофильм                                                 | Райан Гослинг                                                                             | Номинация  | [ 65 ]        |
| Спутник                                              | 19 февраля 2017            | Лучшая женская роль — кинофильм                                                 | Эмма Стоун                                                                                | Номинация  | [ 65 ]        |
| Спутник                                              | 19 февраля 2017            | Лучший оригинальный сценарий                                                    | Дэмьен Шазелл                                                                             | Номинация  | [ 65 ]        |
| Спутник                                              | 19 февраля 2017            | Лучшая операторская работа                                                      | Линус Сандгрен                                                                            | Номинация  | [ 65 ]        |
| Спутник                                              | 19 февраля 2017            | Лучший оригинальный саундтрек                                                   | Джастин Гурвиц                                                                            | Победа     | [ 65 ]        |
| Спутник                                              | 19 февраля 2017            | Лучшая оригинальная песня                                                       | «Audition (The Fools Who Dream)» (Джастин Гурвиц, Бендж Пасек, Джастин Пол)               | Номинация  | [ 65 ]        |
| Спутник                                              | 19 февраля 2017            | Лучшая оригинальная песня                                                       | «City of Stars» (Джастин Гурвиц, Бендж Пасек, Джастин Пол)                                | Победа     | [ 65 ]        |
| Спутник                                              | 19 февраля 2017            | Лучшая работа художника-постановщика                                            | Дэвид Уоско                                                                               | Победа     | [ 65 ]        |
| Спутник                                              | 19 февраля 2017            | Лучший монтаж кинофильма                                                        | Том Кросс                                                                                 | Номинация  | [ 65 ]        |
| Спутник                                              | 19 февраля 2017            | Лучший дизайн костюмов                                                          | Мэри Зофрис                                                                               | Номинация  | [ 65 ]        |
| Спутник                                              | 19 февраля 2017            | Лучший звук                                                                     | «Ла-Ла Ленд»                                                                              | Номинация  | [ 65 ]        |
| Сатурн                                               | 28 июня 2017               | Лучший независимый фильм                                                        | «Ла-Ла Ленд»                                                                              | Победа     | [ 66 ]        |
| Сатурн                                               | 28 июня 2017               | Лучшая музыка                                                                   | Джастин Гурвиц                                                                            | Победа     | [ 66 ]        |
| Премия Гильдии киноактёров США                       | 29 января 2017             | Лучшая мужская роль                                                             | Райан Гослинг                                                                             | Номинация  | [ 67 ]        |
| Премия Гильдии киноактёров США                       | 29 января 2017             | Лучшая женская роль                                                             | Эмма Стоун                                                                                | Победа     | [ 67 ]        |
| Ассоциация кинокритиков Сиэтла                       | 5 января 2017              | Лучший фильм                                                                    | «Ла-Ла Ленд»                                                                              | Номинация  | [ 68 ] [ 69 ] |
| Ассоциация кинокритиков Сиэтла                       | 5 января 2017              | Лучшая режиссура                                                                | Дэмьен Шазелл                                                                             | Номинация  | [ 68 ] [ 69 ] |
| Ассоциация кинокритиков Сиэтла                       | 5 января 2017              | Лучшая мужская роль                                                             | Райан Гослинг                                                                             | Номинация  | [ 68 ] [ 69 ] |
| Ассоциация кинокритиков Сиэтла                       | 5 января 2017              | Лучшая женская роль                                                             | Эмма Стоун                                                                                | Номинация  | [ 68 ] [ 69 ] |
| Ассоциация кинокритиков Сиэтла                       | 5 января 2017              | Лучший сценарий                                                                 | Дэмьен Шазелл                                                                             | Номинация  | [ 68 ] [ 69 ] |
| Ассоциация кинокритиков Сиэтла                       | 5 января 2017              | Лучшая операторская работа                                                      | Линус Сандгрен                                                                            | Номинация  | [ 68 ] [ 69 ] |
| Ассоциация кинокритиков Сиэтла                       | 5 января 2017              | Лучший монтаж                                                                   | Том Кросс                                                                                 | Номинация  | [ 68 ] [ 69 ] |
| Ассоциация кинокритиков Сиэтла                       | 5 января 2017              | Лучший саундтрек                                                                | Джастин Гурвиц                                                                            | Номинация  | [ 68 ] [ 69 ] |
| Ассоциация кинокритиков Сиэтла                       | 5 января 2017              | Лучшая работа художника-постановщика                                            | Дэвид и Сэнди Рейнольдс-Уоско                                                             | Номинация  | [ 68 ] [ 69 ] |
| Ассоциация кинокритиков Сиэтла                       | 5 января 2017              | Лучший дизайн костюмов                                                          | Мэри Зофрис                                                                               | Номинация  | [ 68 ] [ 69 ] |
| Общество кинооператоров                              | 11 февраля 2017            | Награда за лучшую операторскую работу года                                      | Ари Роббинс                                                                               | Победа     | [ 70 ]        |
| Ассоциация кинокритиков Сент-Луиса                   | 18 декабря 2016            | Лучший фильм                                                                    | «Ла-Ла Ленд»                                                                              | Победа     | [ 71 ]        |
| Ассоциация кинокритиков Сент-Луиса                   | 18 декабря 2016            | Лучшая режиссура                                                                | Дэмьен Шазелл                                                                             | Победа     | [ 71 ]        |
| Ассоциация кинокритиков Сент-Луиса                   | 18 декабря 2016            | Лучший актёр                                                                    | Райан Гослинг                                                                             | Номинация  | [ 71 ]        |
| Ассоциация кинокритиков Сент-Луиса                   | 18 декабря 2016            | Лучшая актриса                                                                  | Эмма Стоун                                                                                | Номинация  | [ 71 ]        |
| Ассоциация кинокритиков Сент-Луиса                   | 18 декабря 2016            | Лучший оригинальный сценарий                                                    | Дэмьен Шазелл                                                                             | Номинация  | [ 71 ]        |
| Ассоциация кинокритиков Сент-Луиса                   | 18 декабря 2016            | Лучший монтаж                                                                   | Том Кросс                                                                                 | 2-е место  | [ 71 ]        |
| Ассоциация кинокритиков Сент-Луиса                   | 18 декабря 2016            | Лучшая операторская работа                                                      | Линус Сандгрен                                                                            | Победа     | [ 71 ]        |
| Ассоциация кинокритиков Сент-Луиса                   | 18 декабря 2016            | Лучшая работа художника-постановщика                                            | Дэвид Уоско                                                                               | 2-е место  | [ 71 ]        |
| Ассоциация кинокритиков Сент-Луиса                   | 18 декабря 2016            | Лучшие спецэффекты                                                              | «Ла-Ла Ленд»                                                                              | Номинация  | [ 71 ]        |
| Ассоциация кинокритиков Сент-Луиса                   | 18 декабря 2016            | Лучшая музыка к фильму                                                          | Джастин Гурвиц                                                                            | Победа     | [ 71 ]        |
| Ассоциация кинокритиков Сент-Луиса                   | 18 декабря 2016            | Лучший саундтрек                                                                | La La Land                                                                                | 2-е место  | [ 71 ]        |
| Ассоциация кинокритиков Сент-Луиса                   | 18 декабря 2016            | Лучшая песня                                                                    | «Audition (The Fools Who Dream)» (Джастин Гурвиц, Бендж Пасек, Джастин Пол)               | Победа     | [ 71 ]        |
| Ассоциация кинокритиков Сент-Луиса                   | 18 декабря 2016            | Лучшая песня                                                                    | «City of Stars» (Джастин Гурвиц, Бендж Пасек, Джастин Пол)                                | 2-е место  | [ 71 ]        |
| Ассоциация кинокритиков Сент-Луиса                   | 18 декабря 2016            | Лучшая сцена                                                                    | Вступительный танцевальный номер («Another Day of Sun»)                                   | Победа     | [ 71 ]        |
| Ассоциация кинокритиков Торонто                      | 11 декабря 2016            | Лучший режиссёр                                                                 | Дэмьен Шазелл                                                                             | 2-е место  | [ 72 ]        |
| Международный кинофестиваль в Торонто                | 18 сентября 2016           | Приз зрительских симпатий                                                       | Дэмьен Шазелл                                                                             | Победа     | [ 73 ]        |
| Сообщество кинокритиков Ванкувера                    | 20 декабря 2016            | Лучший фильм                                                                    | «Ла-Ла Ленд»                                                                              | Номинация  | [ 74 ]        |
| Сообщество кинокритиков Ванкувера                    | 20 декабря 2016            | Лучший актёр                                                                    | Райан Гослинг                                                                             | Номинация  | [ 74 ]        |
| Сообщество кинокритиков Ванкувера                    | 20 декабря 2016            | Лучший режиссёр                                                                 | Дэмьен Шазелл                                                                             | Номинация  | [ 74 ]        |
| Венецианский кинофестиваль                           | 10 сентября 2016           | Золотой лев                                                                     | Дэмьен Шазелл                                                                             | Номинация  | [ 75 ]        |
| Венецианский кинофестиваль                           | 10 сентября 2016           | Зелёная капля                                                                   | Дэмьен Шазелл                                                                             | Номинация  | [ 75 ]        |
| Венецианский кинофестиваль                           | 10 сентября 2016           | Кубок Вольпи за лучшую женскую роль                                             | Эмма Стоун                                                                                | Победа     | [ 75 ]        |
| Список фильмов газеты The Village Voice              | 21 декабря 2016            | Фильм, насчёт которого ошибался каждый                                          | «Ла-Ла Ленд»                                                                              | Победа     | [ 76 ]        |
| Список фильмов газеты The Village Voice              | 21 декабря 2016            | Лучший режиссёр                                                                 | Дэмьен Шазелл                                                                             | 3-е место  | [ 76 ]        |
| Список фильмов газеты The Village Voice              | 21 декабря 2016            | Лучший фильм                                                                    | «Ла-Ла Ленд»                                                                              | 6-е место  | [ 76 ]        |
| Список фильмов газеты The Village Voice              | 21 декабря 2016            | Лучшая женская роль                                                             | Эмма Стоун                                                                                | 9-е место  | [ 76 ]        |
| Ассоциация кинокритиков Вашингтона                   | 5 декабря 2016             | Лучший фильм                                                                    | «Ла-Ла Ленд»                                                                              | Победа     | [ 77 ]        |
| Ассоциация кинокритиков Вашингтона                   | 5 декабря 2016             | Лучшая режиссура                                                                | Дэмьен Шазелл                                                                             | Победа     | [ 77 ]        |
| Ассоциация кинокритиков Вашингтона                   | 5 декабря 2016             | Лучшая мужская роль                                                             | Райан Гослинг                                                                             | Номинация  | [ 77 ]        |
| Ассоциация кинокритиков Вашингтона                   | 5 декабря 2016             | Лучшая женская роль                                                             | Эмма Стоун                                                                                | Номинация  | [ 77 ]        |
| Ассоциация кинокритиков Вашингтона                   | 5 декабря 2016             | Лучший оригинальный сценарий                                                    | Дэмьен Шазелл                                                                             | Победа     | [ 77 ]        |
| Ассоциация кинокритиков Вашингтона                   | 5 декабря 2016             | Лучшая работа художника-постановщика                                            | Дэвид и Сэнди Рейнольдс-Уоско                                                             | Победа     | [ 77 ]        |
| Ассоциация кинокритиков Вашингтона                   | 5 декабря 2016             | Лучшая операторская работа                                                      | Линус Сандгрен                                                                            | Победа     | [ 77 ]        |
| Ассоциация кинокритиков Вашингтона                   | 5 декабря 2016             | Лучший монтаж                                                                   | Том Кросс                                                                                 | Победа     | [ 77 ]        |
| Ассоциация кинокритиков Вашингтона                   | 5 декабря 2016             | Лучший саундтрек                                                                | Джастин Гурвиц                                                                            | Победа     | [ 77 ]        |
| Кинофестиваль в Уистлере                             | 30 ноября — 4 декабря 2016 | Приз зрительских симпатий                                                       | «Ла-Ла Ленд»                                                                              | Победа     | [ 78 ]        |
| Премия Гильдии сценаристов США                       | 19 февраля 2017            | Лучший оригинальный сценарий                                                    | Дэмьен Шазелл                                                                             | Номинация  | [ 79 ]        |